# Abanga-Bigne
Abanga-Bigne är ett departement i Gabon. Det ligger i provinsen Moyen-Ogooué, i den centrala delen av landet, 180 km öster om huvudstaden Libreville. Antalet invånare är 14 941.